# Hans-Jochen Vogel
Hans-Jochen Vogel   (Göttingen, 3 de febrer de 1926 - Múnic, 26 de juliol de 2020) fou un polític alemany del SPD.
Va assistir a l'escola primària i secundària en el Gymnasium de Göttingen i de Giessen, on va acabar el batxillerat a 1943. Va ser membre de les Joventuts Hitlerianes i fins i tot va arribar a ser cap d'esquadra (Scharführer).
Al semestre d'estiu de 1943 va començar la carrera de Dret a la universitat de Múnic, i en juliol de 1943, a l'edat de 17 anys, es va presentar voluntari a la Wehrmacht. Tenia el grau de sergent al final de la Segona Guerra Mundial i va ser capturat pels americans en Itàlia. Al seu retorn del camp de presoners, va treballar com a obrer de transport per un curt temps, abans de poder continuar la carrera de Dret a les universitats de Marburg i Múnic, rebent el seu doctorat (summa cum laude) el 1950.
La seva carrera professional es va iniciar el febrer de 1952, quan es va convertir en un funcionari subaltern en el Ministeri de Justícia de Baviera. A l'edat de 28 anys era jutge d'un tribunal de primera instància a Traunstein, i l'any següent va ser destinat a la Secretaria estatal de Baviera per tal de revisar la llei bavaresa per a un nou estudi publicat pel parlament bavarès. L'ajuntament de Múnic li va fer el seu secretari legal el 1958.
Vogel es va afiliar al SPD a 1950. El seu primer càrrec va ser com a conseller i Cap del Departament Legal de la ciutat de Múnic el 1958. Va succeir Thomas Wimmer com a alcalde de Múnic amb 34 anys el 27 de març de 1960 amb el 64,3% dels vots, fins que el seu càrrec va acabar el 1972 sent succeït per Georg Kronawitter, de 1972 fins a 1974, Ministre Federal d'Ordenació Territorial, Obres Públiques i Desenvolupament Urbà. Fins a 1981 va ser Ministre de Justícia i finalment el 1981, alcalde de Berlín precedit per Dietrich Stobbe i succeït per Richard von Weizsäcker.
A les eleccions federals de 1983 va ser candidat a canceller del SPD però va perdre les eleccions contra la coalició de CDU / CSU i FDP. Des 1987 fins a 1991 va ser president nacional del SPD, precedit per Willy Brandt i succeït per Björn Engholm, i de 1983 fins a 1991 va ser president del grup parlamentari del SPD.
També va arribar a ser president del Cómite Organitzador dels Jocs Olímpics d'Estiu de 1972, precedit pel mexicà Cuauhtémoc Cárdenas i succeït pel canadenc Jean Doré.

## Vida privada
Vogel era fill d'un granger graduat, Hermann Vogel i de la seva esposa Caroline, nascuda Brinz. El primer matrimoni de Hans-Jochen Vogel va acabar en divorci el 1971 després de 22 anys i van tenir tres fills. Des de 1972, Vogel està casat amb Liselotte, la seva segona esposa.
És el germà major de Bernhard, membre de la CDU que durant molts anys va ser el primer ministre de Renània-Palatinat i Turíngia.
Actualment, Hans-Jochen Vogel és membre de la junta de la Fundació Ales d'Esperança Alemanya des de la seva fundació a 2003. La Fundació està compromesa amb els nens i adolescents que han estat traumatitzats per la guerra i la violència.

## Honors i premis
Vogel va rebre diversos premis i honors, entre ells el premi Galinski el 1998 i en 2001 el premi Leo Baeck. El 2001, en el seu discurs d'acceptació va declarar expressament:Com un jove sergent i funcionari cultural de les Joventuts Hitlerianes, confesso no haver resistit prou llavors a la fascinació d'un règim criminal". També va dir : "En el fons he seguit el corrent majoritari d'aquells anys i no em va passar pel cap que s'ha d'oposar resistència a l'Estat".

## Narrativa
- Ciutats canviants. (1971)
- La cadena d'oficina. My Múnic dotze anys. (1972)
- Reformes reals. Aportacions per a una política de l'empresa del nou centre. (1973)
- Manual de dret constitucional de la República Federal d'Alemanya. (Coeditor i autor de l'article, el sistema federal de la Llei Fonamental), 2a Edició (1994)
- Indulgències. Els meus anys a Berlín i Bonn (1996)
- L'alerta primerenca del nazisme, un lector històric, Hans-Jochen Vogel / Klaus Hoven Schön (Ed.), amb un pròleg de Rita Süssmuth, Bonn: International Publishers, 1998, ISBN 3-8012-0262-3.
- La democràcia també es nodreix de la contradicció. (2001)
- La política i la decència - Per què no podem viure sense valors? (2005)
- Bernhard Vogel: Alemanya des de l'aire. Una mica d'història de la República Federal, Freiburg: Herder Verlag 2007a ISBN 3-451-29280-7.
- Doctrina de la reserva mitjana. Discursos de l'alcalde de Múnic des 1960-1972. Herbert Utz Verlag, Múnic 2010, ISBN 978-3-8316-0979-6.
- Amb Sandra Maischberger Què volem? El que el nostre país en el futur. (2011)

## Galeria

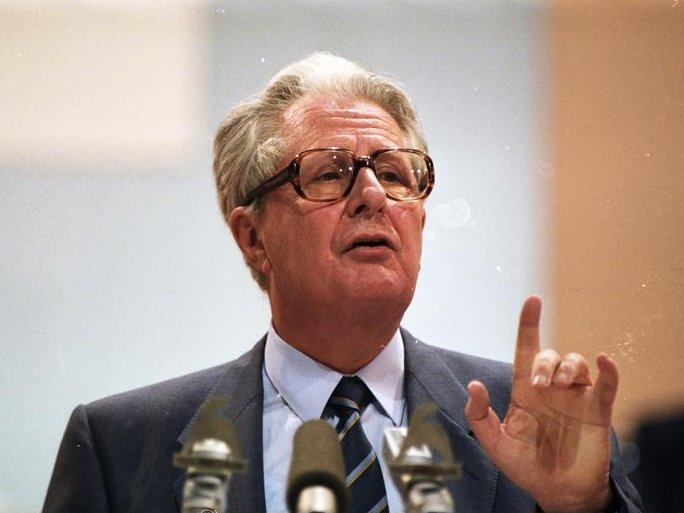
Vogel en un congrés de la SPD el 1988.
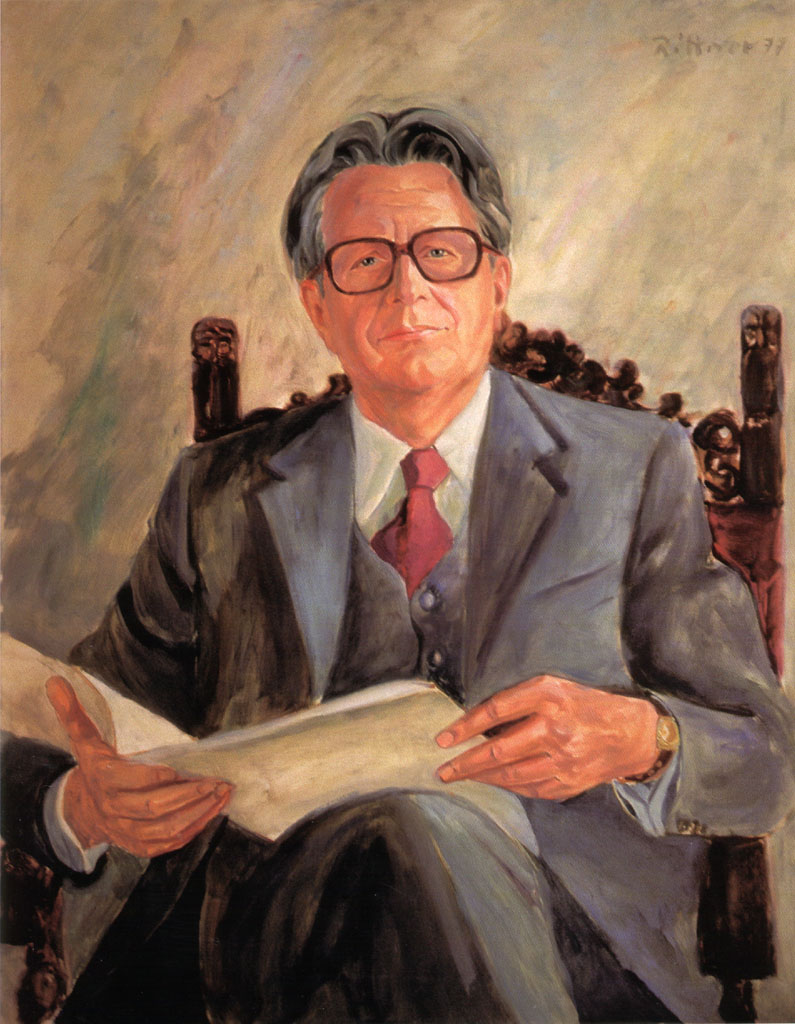
Retrat d'Hans-Jochen Vogel a 1977 per Günter Rittner.
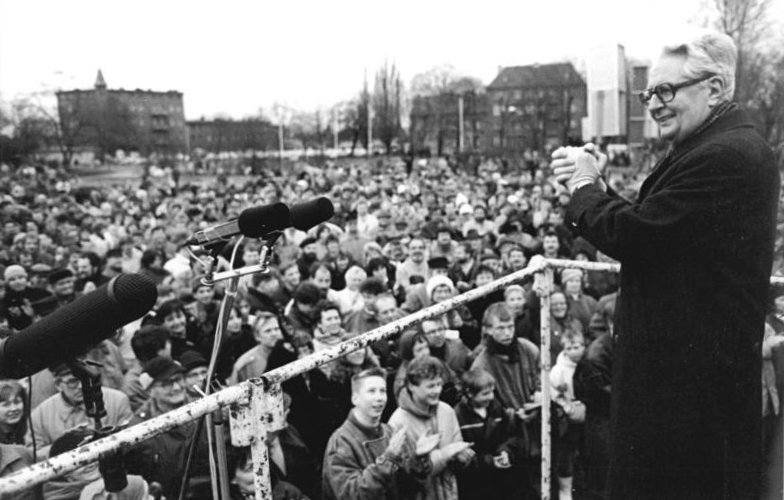
Hans-Jochen Vogel en un míting electoral del SPD de la RDA, 1990.